# Яструб бурий
Яструб бурий (Accipiter fasciatus) — хижий птах роду яструб родини яструбових ряду яструбоподібних. Мешкає в Австралії і на островах Океанії. Виділяють низку підвидів.

## Опис

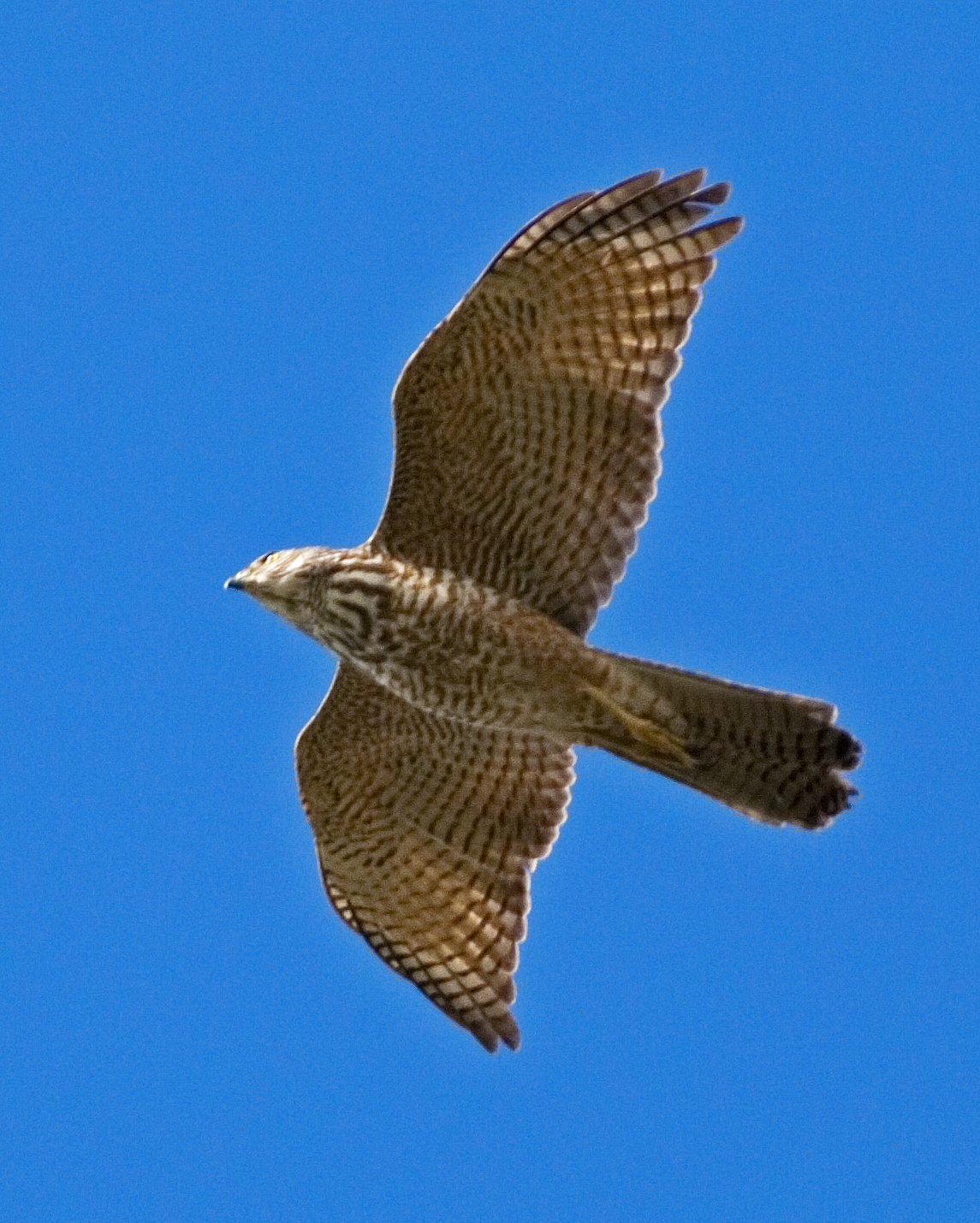
Молодий бурий яструб в польоті. Тасманія

Довжина птаха 40–55 см, розмах крил 74–96 см. Виду притаманний статевий диморфізм: самки важать 440–740 г, а самці 250–415 г. Верхня частина тіла птаха сіра, з коричневим комірцем, живіт рудуватий з білими смужками. Довгий, округлий на кінці хвіст сірий з темними смугами. Лапи й очі жовті. У молодих птахів очі карі, верхня частина тіла коричнева. Численні підвиди різняться за кольором, так, підвид A. f. didimus вирізняється невеликими розмірами і блідим кольором.

## Поширення й екологія
Бурий яструб поширений в Австралії, на островах Воллесії, на Новій Гвінеї, Новій Каледонії, островах Вануату і Фіджі. Імовірно, один з його підвидів мешкав на острові Норфолк до 1790-х років, однак мала кількість зразків не дозволяє провести генетичний аналіз.
В Австралії бурий яструб мешкає в евкаліптових лісах, його можна зустріти поблизу сільськогосподарських угідь і людських поселень. На островах Океанії він мешкає в тропічних лісах. Дослідники помітили. що бурий яструб частіше мешкає в посушливих районах, ніж тасманійський яструб (A. novaehollandiae). На Новій Каледонії він мешкає на відкритих рівнинах.

## Раціон
Бурий яструб зазвичай полює на невеликих птахів і ссавців, однак може полювати і на великих птахів, таких як куравонги і кукабари і ссавців, таких як кролі. Також бурі яструби харчуються кажанами, рептиліями і великими комахами.

## Розмноження
в Австралії сезон розмноження триває з липня по грудень. Вони будують велике гніздо на дереві поряд з джерелом води, на висоті від 2 до 36 м над землею, можуть повторно використовувати покинуті гнізда інших птахів. Гніздо вистилають свіжим листям евкаліпта. Зазвичай у виводку 3 яйця, Інкубація триває близько місяця. Пташенята покриваються пір'ям через 28–37 днів після вилуплення, однак повністю самостійними вони стають через шість тижнів.

## Таксономія
Виділяють тринадцять підвидів:
- A. f. natalis (Lister, 1889), ендемік острова Різдва;
- A. f. wallacii (Sharpe, 1874), поширений на Малих Зондських островах, від Ломбока на заході до Ветара і Бабара на сході;
- A. f. tjendanae Stresemann, 1925, ендемік Сумби;
- A. f. stresemanni Rensch, 1931, поширений на островах на південь від Сулавесі;
- A. f. savu Mayr, 1941, ендемік острова Саву;
- A. f. hellmayri Stresemann, 1922, поширений на островах Тимор, Семау і Роті;
- A. f. buruensis Stresemann, 1914, ендемік острова Буру;
- A. f. dogwa Rand, 1941, поширений на півдні Нової Гвінеї;
- A. f. polycryptus Rothschild e Hartert, 1915, поширений на сході Нової Гвінеї;
- A. f. vigilax (Wetmore, 1926), поширений на Новій Каледонії, на островах Луайоте і Вануату;
- A. f. didimus (Mathews, 1912), поширений вздовж тропічного узбережжя північної Австралії, від Західної Австралії до півострова Кейп-Йорк;
- A. f. fasciatus (Vigors e Horsfield, 1827), поширений на півдні Австралії, в Тасманії та на Соломонових островах;
- A. f. rosselianus Mayr, 1940, ендемік острова Россель, що в архіпелазі Луїзіада.

A. f. natalis іноді розглядають як підвид мінливого яструба (Accipiter hiogaster).

## Збереження
Це численний і поширений вид. МСОП вважає його таким, що не потребує особливих заходів зі збереження. Однак деякі підвиди, як A. f. natalis знаходяться під загрозою зникнення.